# 藤田安澄
藤田 安澄（ふじた あずみ、1978年9月30日 - ）は、神奈川県出身の女子フットサル選手。ポジションはフィクソ。

## 人物
神奈川県立茅ケ崎北陵高等学校在学中はバスケットボール部に所属していた。
筑波大学在学中は女子サッカー部でインカレにも出場。
卒業後、教員の傍らフットサルチームを結成し、後にPARAREDSに移籍。
全国大会で優勝し、ブラジルでの第1回COPA JALに出場。現地でスカウトされて2003年4月よりロンドリーナでプレー。
その後、クワッチ・ポピオルスキーにて1年間プレー。
帰国後、PARAREDSに復帰し、第1回全日本女子フットサル選手権大会優勝に貢献。
2005年、FUN Ladiesに移籍。全日本選手権連覇。個人としてはV3に輝く。2007年にはfutsal nations cup 2007でMVPを獲得した。
選横浜市の俊輔パークなどでコーチも務めていた。
芸能人女子フットサルチーム「XANADU loves NHC」にコーチとして所属していた。
2007年よりスペインリーグ参戦、またフットサル日本女子代表にも選出された。
同年のアジア室内競技大会は、日本チームが女子フットサルの金メダルを獲得。